# Microrégion de Sorocaba
 (février 2025).
Si vous disposez d'ouvrages ou d'articles de référence ou si vous connaissez des sites web de qualité traitant du thème abordé ici, merci de compléter l'article en donnant les références utiles à sa vérifiabilité et en les liant à la section « Notes et références ».
La microrégion de Sorocaba est l'une des quatre microrégions qui subdivisent la mésorégion macro métropolitaine de l'État de São Paulo au Brésil.
Elle comporte 15 municipalités qui regroupaient 1 313 295 habitants en 2006 pour une superficie totale de 4 202 km2.

## Municipalités[1]
- Alumínio
- Araçariguama
- Araçoiaba da Serra
- Cabreúva
- Capela do Alto
- Iperó
- Itu
- Mairinque
- Porto Feliz
- Salto
- Salto de Pirapora
- São Roque
- Sarapuí
- Sorocaba
- Votorantim